# 肩甲背神経
肩甲背神経（けんこうはいしんけい、英語: dorsal scapular nerve）は腕神経叢（C4~C5、C6）から出る背方に走行する神経で、肩甲骨と背骨の間を下方に走行し、後斜角筋を貫いて肩甲挙筋と大菱形筋、小菱形筋に分布し、停止する。

## 支配筋
- 肩甲挙筋
- 大菱形筋
- 小菱形筋